# State House (Namibia)
La State House è la sede amministrativa della Namibia e la residenza ufficiale del Presidente della Repubblica della Namibia. Situata nel sobborgo di Auasblick della capitale Windhoek, fu costruita in 66 mesi (dal settembre del 2002 al marzo del 2008) dalla società nordcoreana Mansudae Overseas Projects. La costruzione dell'edificio ha avuto un costo tra i 413 e i 600 milioni di dollari namibiani.

## Storia

### L'inizio della costruzione
La costruzione dell'edificio, durata 66 mesi, iniziò nel settembre del 2002, verso il termine del mandato del primo presidente della Namibia Sam Nujoma, e fu assegnata alla società nordcoreana Mansudae Overseas Projects. L'obiettivo era sostituire la vecchia State House situata nel centro città, siccome era dotata di parcheggi ed uffici dalle dimensioni inadeguate. Fu necessario costruire un nuovo edificio data l'impossibilità di espandere la vecchia State House.

### L'inaugurazione e il termine delle costruzioni
Il 21 marzo del 2008, la nuova residenza del presidente Hifikepunye Pohamba fu inaugurata alla presenza di Kim Yong-nam, presidente del Presidium dell'Assemblea Suprema del Popolo e Leopoldo Cintra Frías, generale cubano. La residenza presidenziale non era stata però ancora terminata totalmente: il segretario di gabinetto dovette spostarsi tra la vecchia State House e il nuovo edificio. La prima riunione di gabinetto nella nuova State House avvenne il 2 settembre del 2008 e il 4 giugno 2010 il presidente si spostò ufficialmente nella sua nuova residenza.
Secondo alcune stime, il costo dell'edificio fu compreso tra i 413 e i 600 milioni di dollari namibiani. 40 subappaltatori e fornitori namibiani furono coinvolti nella costruzione dell'edificio.

## Descrizione
Il sito dove è costruita la State House è ampio 25 ettari ed è circondato da una recinzione in acciaio lunga 2 chilometri. Ad ogni angolo della recinzione sono presenti torri e stanze di guardia.
L'area amministrativa comprende gli uffici del presidente, dei membri del gabinetto e dei 200 membri del personale. Una casa per gli ospiti utilizzata per far alloggiare i capi di stato in visita è vicina alla residenza del presidente, assieme ad altri due appartamenti. Sono inoltre presenti garage e alloggi per le forze di polizia e il personale di sicurezza. Opposti all'ingresso principale si trovano due eliporti e nei giardini simili a dei parchi si trovano delle sculture di animali fatte di rame.
Nell'ingresso si trovano dei ritratti dei membri del primo governo della Namibia come Sam Nujoma, Hifikepunye Pohamba, Hage Geingob, Theo-Ben Gurirab, Ben Amathila, Libertina Amathila, Hidipo Hamutenya e Gert Hanekom. Davanti alla porta dell'ingresso su due piani, una scultura in legno rappresenta delle donne di tutti i gruppi etnici del paese. Sulla parete opposta si trova un grande dipinto delle cascate Epupa, opera di un artista coreano nel 2005.